# Hemileuca artemis
Hemileuca artemis är en fjärilsart som beskrevs av Alpheus Spring Packard 1893. Hemileuca artemis ingår i släktet Hemileuca och familjen påfågelsspinnare. Inga underarter finns listade i Catalogue of Life.